# Tabea Steffen
Tabea Steffen (8 marzo 1982) è una schermitrice svizzera, vincitrice di una medaglia d'argento ai campionati mondiali di scherma.

## Palmarès
In carriera ha conseguito i seguenti risultati:
- Mondiali di scherma

Nimes 2001: argento nella spada a squadre.
- Europei di scherma

Funchal 2000: oro nella spada a squadre.